# Cause célèbre
Een cause célèbre (Frans: beroemde zaak) is een zaak die veel controverses oproept. De term wordt vooral gebruikt voor rechtszaken die veel publiciteit met zich meebrengen en lang lopen. De uitdrukking is afkomstig van het 37-delig Nouvelles Causes Célèbres, gepubliceerd in 1763, een collectie verslagen van bekende Franse rechtbankuitspraken uit de 17e en 18e eeuw. De eerste Nederlandse optekening dateert van 1865.
De uitdrukking kwam vooral in zwang tijdens de Dreyfus-affaire vanaf 1894, die wereldwijde aandacht trok.